# Bruno Buozzi
Bruno Buozzi (Pontelagoscuro, 31 gennaio 1881 – Roma, 4 giugno 1944) è stato un sindacalista, politico, operaio e antifascista italiano.
Fu tra i più autorevoli sindacalisti italiani della prima metà del Novecento e deputato socialista dal dicembre 1919 al novembre 1926. Fu ucciso dai nazisti a Roma, in località La Storta, il 4 giugno 1944.

## Biografia
Nacque da Orlando e Maddalena Gusti.
Costretto a lasciare la scuola dopo le elementari, fece, da ragazzo, il meccanico aggiustatore. Quando si trasferì a Milano, trovò lavoro come operaio specializzato metallurgico alle Officine Marelli e poi alla Bianchi.

### L'adesione al sindacato ed al Partito Socialista
Nel 1905 aderì al PSI, militando nella fazione riformista di Turati, ed entrò nel sindacato degli operai metallurgici, divenendone poco tempo dopo membro del consiglio direttivo. Avversario di ogni estremismo politico, respinse la violenza come mezzo di lotta e abbracciò l'idea della gradualità delle conquiste sindacali (prima fra tutte la giornata lavorativa di otto ore), convinto che la democrazia dovesse essere in primo luogo nelle fabbriche. Nel 1911 fu eletto segretario generale della Federazione italiana operai metallurgici (F.I.O.M.), carica che conservò ininterrottamente sino al 1926, quando il sindacato fu sciolto d'imperio dal fascismo.
Si trasferì quindi con la famiglia a Torino, dove, a fronte del tumultuoso sviluppo della crescente industria automobilistica, era la sede nazionale della FIOM.
Nell'aprile del 1912 fu eletto membro del consiglio direttivo della Confederazione generale del lavoro (C.G.d.L.), organismo nel quale fu riconfermato ad ogni successivo rinnovo.
Sotto la sua guida la FIOM, dilaniata dal conflitto fra sindacalisti "puri" e attivisti socialisti massimalisti che ritenevano che il sindacato dovesse essere solo uno strumento per la lotta politica volta alla conquista del potere da parte del proletariato, seppe riguadagnare il sostegno degli operai e riuscì nel 1913, dopo un lungo sciopero di tre mesi, a stipulare un accordo con valore di contratto collettivo, che prevedeva, fra l'altro, la riduzione di tre ore dell'orario settimanale di lavoro.

Bruno Buozzi a Roma nel 1924.

Nel 1920 venne eletto per la prima volta deputato alla Camera per il Partito Socialista Italiano. Nel settembre dello stesso anno fu l'ideatore e il principale promotore delle agitazioni sindacali che culminarono nell'occupazione delle fabbriche metallurgiche.
Nelle elezioni politiche del 1921 venne rieletto deputato nelle liste del PSI. Schierato con la corrente riformista nel Congresso socialista di Livorno, nel 1922 seguì Matteotti e Turati nel Partito Socialista Unitario.
Al dibattito alla Camera sui pieni poteri al governo Mussolini, Buozzi disse: “C’è una sola dittatura necessaria in Italia, onorevole Mussolini: la vostra sui fascisti, per indurli alla disciplina. E voi non dovete cercare di indorare questa dittatura come una pillola, con i pieni poteri che ci chiedete. Io sono fra quelli che credono, salvo complicazioni internazionali, al superamento relativamente sollecito dell’attuale crisi finanziaria e senza provvedimenti di eccezione. Desiderosi quindi che non si esagerasse né nel prospettare la nostra situazione né nell’enunciare miracoli. I bilanci non sono squadre di azione. Si tratta di materia nella quale non bastano le affermazioni e gli ordini di stile militare”.

### L'attività antifascista
Nelle elezioni politiche del 1924 venne rieletto deputato nelle liste del PSU.

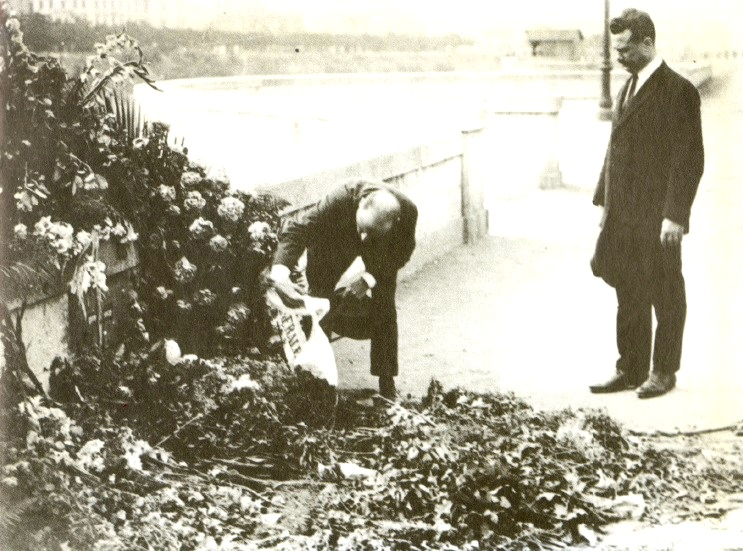
13 giugno 1924 – Roma, lungotevere Arnaldo da Brescia: l'on. Bruno Buozzi reca l'omaggio della CGdL a Giacomo Matteotti sul luogo del suo rapimento.

Continuamente corteggiato da Mussolini sin dal 1919, al contrario di altri eminenti sindacalisti socialisti che cedettero al collaborazionismo con il fascismo, a partire dall'11 giugno 1924, ovvero dopo la crisi politica determinata dall'omicidio Matteotti, iniziò a sfidare apertamente il regime, aderendo alla cosiddetta secessione aventiniana e rappresentando, insieme a Filippo Turati, il Partito Socialista Unitario in seno al "Comitato dei sedici".
Nel marzo del 1925, già nel periodo iniziale del regime fascista, guidò gli ultimi imponenti scioperi degli operai metallurgici. Nel dicembre del 1925, rimasto l'unico sindacalista di un certo rilievo a non volersi piegare di fronte al fascismo, si vide costretto da un imperativo morale a succedere a Ludovico D'Aragona nella guida della Confederazione Generale del Lavoro.
Nonostante fosse perseguitato dal regime, minacciato più volte di morte e aggredito dagli squadristi a Torino nel 1924, divenne segretario generale della CGdL nel dicembre 1925.

### L'esilio a Parigi e in Francia

Filippo Turati e Bruno Buozzi a Parigi

Per salvaguardare la propria incolumità, nell'ottobre del 1926 fu costretto a trasferirsi in Francia, ove ricostituì la CGdL in esilio. Si installò con la propria famiglia a Parigi, dove si occupò della difesa dei diritti dei lavoratori italiani emigrati all'estero e fece attiva opera antifascista attraverso la direzione del giornale "L'Operaio Italiano" che, pubblicato in formato ridotto, venne fatto circolare clandestinamente anche in Italia.
Intanto, il 9 novembre 1926 la Camera dei deputati, riaperta su ordine di Mussolini per approvare le leggi eccezionali, deliberava anche la decadenza dei 123 deputati aventiniani, tra cui Bruno Buozzi. Militò nel PSULI di Filippo Turati, il nome assunto dal PSU in esilio nel 1927, e partecipò alle iniziative della Concentrazione antifascista e della Federazione Sindacale Internazionale.
Durante la guerra di Spagna, per incarico del suo partito diresse l'opera d'organizzazione, raccolta e invio di aiuti alla Repubblica democratica attaccata dai franchisti. L'ammirazione e la dedizione quasi filiale per Filippo Turati lo spinse a prendersi cura dell'anziano leader socialista fino alla sua morte: Turati si spense il 29 marzo 1932 proprio nella casa parigina di Buozzi.

### L'arresto a Parigi, il confino in Italia e la liberazione
Nel 1940 alla vigilia dell'occupazione tedesca di Parigi, Buozzi si trasferì a Tours nella cosiddetta "zona libera". Nel febbraio del 1941 tornò nella capitale francese, spinto dal comprensibile desiderio di far visita alla figlia partoriente; il 1º marzo 1941 fu arrestato dai tedeschi su richiesta delle autorità italiane e rinchiuso nel carcere de La Santé, dove ebbe modo di ritrovare il collega e amico della CGdL Giuseppe Di Vittorio, assieme al quale fu poi trasferito in Germania e, di qui, in Italia. 

Scheda segnaletica di Bruno Buozzi

Il regime fascista lo assegnò quindi al confino a Montefalco in provincia di Perugia, ove rimase per due anni, prendendo alloggio in un piccolo stabile in prossimità delle mura urbiche. Sulla facciata è stata apposta una lapide commemorativa.
Durante questo periodo poté comunque recarsi più volte a Torino per motivi di famiglia, trasferte che egli sfruttò anche per riprendere i contatti con esponenti sindacali e politici antifascisti.
Dopo il rovesciamento di Mussolini del 25 luglio 1943, venne liberato il 30 luglio 1943.

Assieme a Sandro Pertini, giunto a Roma subito dopo essere stato a sua volta liberato dal confino di Ventotene, s'impegnò affinché fossero liberati dall'isola tutti i confinati:
(Sandro Pertini)
Il 9 agosto 1943, il Ministro dell'Industria e Lavoro del Governo Badoglio, Leopoldo Piccardi, commissariò le strutture corporative fasciste e nominò Buozzi al vertice dell'"Organizzazione dei lavoratori dell'industria" (che, come tutti i sindacati di origine corporativa, il governo Badoglio intendeva ricostruire affidandola alle forze democratiche): Buozzi divenne commissario, il comunista Giovanni Roveda e il democristiano Gioacchino Quarello vicecommissari. Giuseppe Mazzini fu nominato commissario della Confindustria. 
Buozzi e gli altri commissari sindacali accettarono l'incarico a condizione di mantenere la propria indipendenza politica rispetto al governo, nei confronti del quale rivendicarono l'immediata scarcerazione dei detenuti politici, il ripristino della piena libertà di stampa e la sollecita conclusione di un armistizio con gli Alleati.
A seguito della caduta del fascismo, presero il via nell'Italia settentrionale una serie di scioperi e di agitazioni contro i razionamenti alimentari e la prosecuzione della guerra, che culminarono nello sciopero generale di Torino del 18-20 agosto. Buozzi e Roveda si recarono nel capoluogo piemontese con il ministro Piccardi per definire una trattativa che portasse alla conclusione dello sciopero, dalla quale scaturì il maggior risultato raggiunto in campo sindacale durante i "quarantacinque giorni" del primo governo Badoglio. 
Il 2 settembre 1943 fra le Confederazioni dei lavoratori dell'industria e la Confederazione degli industriali venne siglato l'accordo che ripristinò le norme sindacali soppresse dai fascisti con il Patto di Palazzo Vidoni a Roma, stipulato fra la Confindustria e la Confederazione fascista delle corporazioni il 2 ottobre 1925, all'indomani della vittoria dei comunisti nelle elezioni delle Commissioni interne del 1924 alla Fiat. Il nuovo accordo, che prese il nome di "patto Buozzi-Mazzini", reintrodusse, dopo 18 anni, il diritto dei lavoratori ad eleggere nei luoghi di lavoro le Commissioni Interne, attribuendo alle stesse anche poteri di contrattazione collettiva a livello aziendale. Alle elezioni delle commissioni interne tenutesi nell'Italia del Sud alla fine del 1943 furono chiamati a esprimersi, diversamente da come accadeva prima, tutti i lavoratori e non solamente gli iscritti al sindacato.

### L'ingresso in clandestinità e la cattura da parte dei fascisti

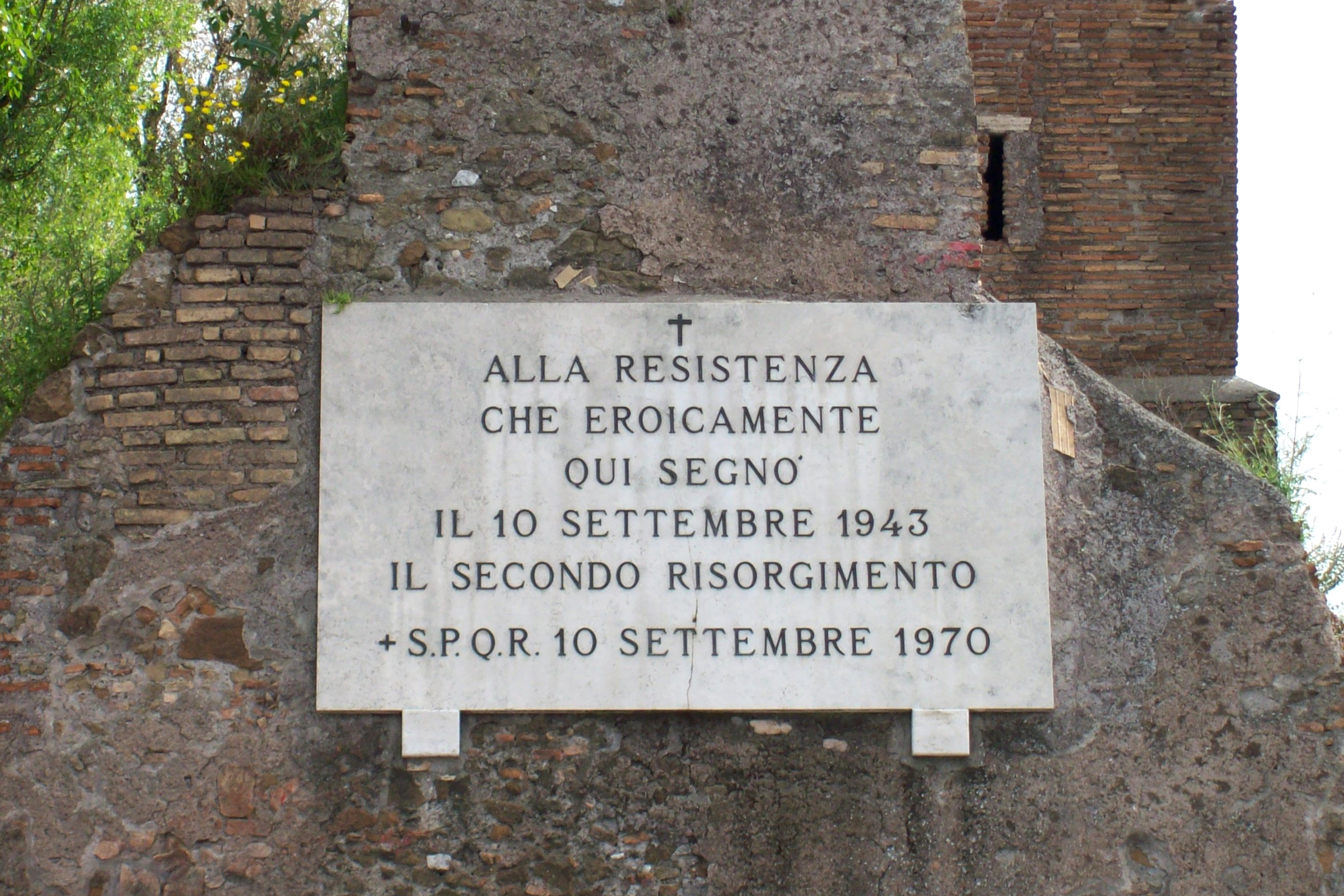
Targa commemorativa della battaglia di Porta San Paolo del 9-10 settembre 1943, posta dal Comune di Roma (1970)

Il 10 settembre 1943 combatté agli ordini di Sandro Pertini a Porta San Paolo con i primi gruppi di resistenza socialisti a fianco dei granatieri di Sardegna, nel tentativo di contrastare l'ingresso nella Capitale delle truppe tedesche.
Dopo l'occupazione tedesca di Roma entrò in clandestinità sotto il falso nome di Mario Alberti e s'impegnò a preparare la rinascita del sindacato unitario italiano, nel dialogo con Giuseppe Di Vittorio e Achille Grandi: fu tra i protagonisti della stesura del cosiddetto Patto di Roma che portò alla costituzione della C.G.I.d.L. unitaria.
Il progetto di ricostruzione del sindacato portato avanti da Buozzi era avversato dalla dirigenza romana del PCI. Mauro Scoccimarro, nelle lettere inviate al centro dirigente comunista di Milano, esprime duri giudizi su Buozzi accusandolo di riformismo. Nella lettera del 2 marzo 1944 si legge che Buozzi «nel campo sindacale sostiene tesi del più putrido riformismo» e che i comunisti contestavano la sua nomina a presidente decisa al convegno sindacale di Bari. Nella lettera del 30 marzo è riportato che «i riformisti contano su Buozzi per ricostruire il vecchio apparato mandarinesco della confederazione e noi abbiamo il dovere di impedirlo».
Durante la clandestinità Buozzi trovò ospitalità presso un amico colonnello e, quando questi dovette darsi alla macchia, cercò un altro precario rifugio, dove fu sorpreso dalla polizia fascista. Era il 13 aprile 1944. Fermato per accertamenti e condotto nella prigione di via Tasso, i fascisti scoprirono la vera identità del sindacalista socialista. 
Al contrario, secondo lo storico Gabriele Mammarella la cattura di Buozzi sarebbe stata frutto non di un arresto casuale, ma dell'impegno del capitano delle SS Erich Priebke, vice comandante del quartier generale della Gestapo in Via Tasso a Roma, per il quale il sindacalista socialista rappresentava «una preda prelibata». Infatti, pare che Mussolini avrebbe voluto strappare a Buozzi un suo avallo alla nuova legislazione sul lavoro varata della Repubblica sociale.
La Gestapo a Roma aveva a libro paga parecchi delatori, tra i quali un ragazzo molto giovane «completamente sbarbato», che operava come staffetta «nelle file dei partigiani socialisti di Trastevere». Si trattava di un certo «Franz Muller», che arrestato tempo prima dai tedeschi finì per offrire i suoi servigi a Priebke, tra l'altro indicandogli il rifugio di Buozzi. Il CLN di Roma tentò a più riprese, ma senza successo, di organizzarne l'evasione. Il 1º giugno 1944, quando gli Alleati erano ormai alle porte della Capitale, il nome di Bruno Buozzi fu incluso dalle SS in un elenco di 160 prigionieri destinati ad essere evacuati da Roma.

### L'assassinio da parte delle SS

Vittime dell'eccidio de La Storta

Nella notte del 3 giugno 1944, mentre gli Alleati si accingevano a entrare da sud nella Capitale, i tedeschi in fuga caricarono su due autocarri i prigionieri di Via Tasso per trasferirli a Verona; erano in gran parte socialisti appartenenti alle Brigate Matteotti o membri del Fronte militare clandestino. Il comandante delle Brigate Matteotti, Giuseppe Gracceva e i passeggeri del primo camion si salvarono perché l'automezzo era guasto e non partì. Sul secondo camion fu caricato Buozzi, con altri tredici prigionieri; al momento della partenza, essendo il camion sovraccarico, Buozzi fu invitato a scendere, ma preferì cedere il posto a un altro prigioniero.
L'autocarro si avviò lungo la via Cassia, ingombra di truppe naziste in ritirata, accodandosi alla lunga teoria di veicoli diretti al nord. All'alba del 4 giugno, giunti all'altezza del km 14,200 della Cassia (oggi nel quartiere romano de "La Giustiniana"), presso la località "La Storta", forse per la difficoltà di proseguire, l'automezzo si fermò e i prigionieri furono fatti scendere. Buozzi e gli altri tredici prigionieri furono portati in aperta campagna e rinchiusi in una rimessa della tenuta Grazioli per la notte; nel pomeriggio furono brutalmente sospinti in una vicina valletta e vennero tutti assassinati con un colpo di pistola alla testa. L'autore materiale dell'eccidio fu un anziano ufficiale delle SS, Hans Kahrau, ma è incerto se egli abbia agito di sua iniziativa, oppure se abbia dato corso a un ordine ricevuto da suoi superiori.
In realtà, gli storici non sono ancora giunti a una ricostruzione definitiva di questo eccidio: alcuni suppongono che il camion si sia fermato per un guasto o per un sabotaggio, e che quindi i prigionieri fossero diventati un peso inutile durante la fuga verso il nord; secondo altri, l'ordine di fucilazione era già giunto prima della partenza dell'autocolonna (o giunse più tardi: infatti, alcuni contadini riferirono agli americani di aver visto arrivare una motocicletta tedesca). Secondo Paolo Monelli in "Roma 1943", i 14 uomini vennero uccisi su iniziativa di Kahrau per fare posto al bottino di guerra. Nella biografia dedicata alla vita di Bruno Buozzi edita nel 2014 da Ediesse, Bruno Buozzi 1881-1944. Una storia operaia di lotte, conquiste e sacrifici, Gabriele Mammarella ricostruisce dettagliatamente la vicenda dell'eccidio attraverso una serie di documenti inediti mai analizzati in precedenza.

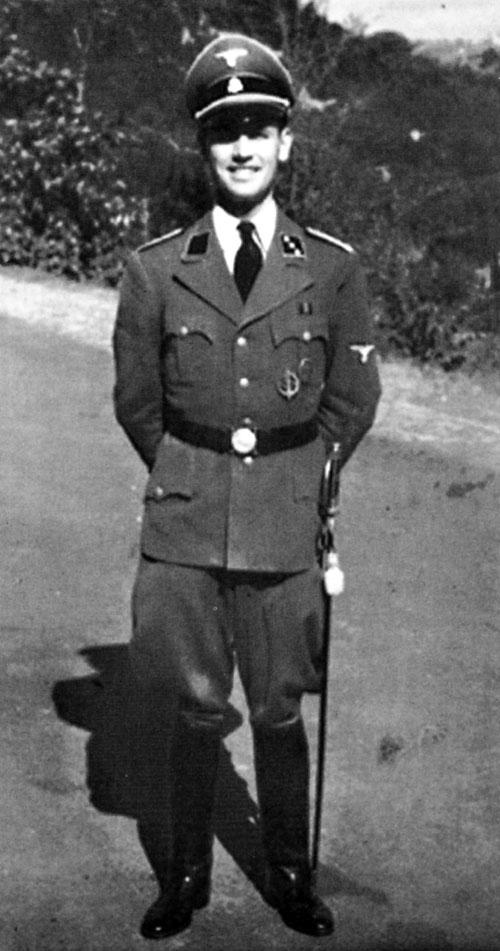
Erich Priebke in servizio presso l'ambasciata tedesca di Roma.

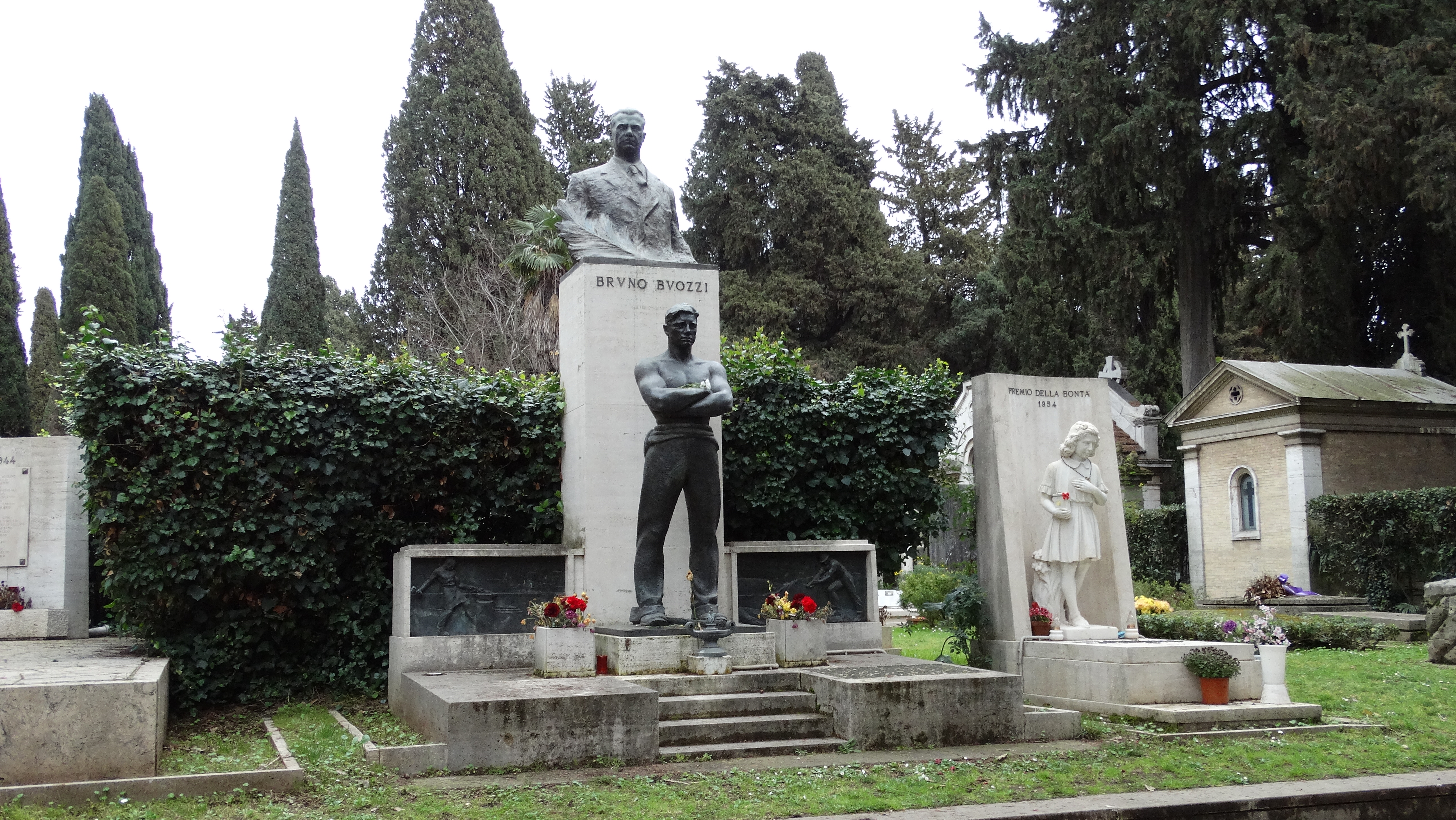
Tomba di Bruno Buozzi

Secondo molti autori l'ordine di trucidare i 14 prigionieri sarebbe stato impartito dal capitano delle SS Erich Priebke, vice comandante del quartier generale della Gestapo in Via Tasso a Roma. Tuttavia, dal punto di vista della "verità giudiziaria", Priebke non è mai stato portato a processo per l'eccidio de La Storta, essendo stato il procedimento aperto a suo carico archiviato.
Anzi, l'anziano criminale di guerra ottenne la condanna per diffamazione a mezzo stampa della Casa Editrice Mursia e del giornalista e storico della Resistenza Cesare De Simone, autore, nel 1994, del saggio «Roma città prigioniera - i 271 giorni dell'occupazione nazista», in cui Priebke veniva indicato come colui che ordinò l'uccisione dei partigiani prelevati dalla prigione di via Tasso.
Nella sentenza di primo grado del 2001 l'ex-ufficiale delle SS aveva ottenuto anche il risarcimento del danno alla sua onorabilità, quantificato dal Tribunale di Roma nella somma di venti milioni di lire. Nel 2005 la Corte d'appello di Roma negò il diritto di Priebke al risarcimento. Con sentenza n.7635 del 30 marzo 2010 la Suprema Corte di Cassazione rigettò il ricorso di Priebke, confermando il giudizio della Corte d'appello, affermando che egli non aveva fornito «la prova della effettiva lesione» della sua onorabilità.
I corpi delle vittime de La Storta furono recuperati nei giorni immediatamente successivi all'eccidio, dopo essere stati individuati dagli Alleati su indicazione dei contadini del luogo: le salme furono trasportate a Roma all'Ospedale Santo Spirito per l'autopsia ed il riconoscimento, mentre i funerali si svolsero l'11 giugno nella chiesa del Gesù. Bruno Buozzi fu poi sepolto al Cimitero del Verano di Roma.

## Il "Patto di Roma", frutto dell'impegno di Buozzi

I vertici della CGIL unitaria Oreste Lizzadri (PSI), Achille Grandi (DC) e Giuseppe Di Vittorio (PCI) nel 1945.

La morte impedì a Buozzi di firmare il Patto di Roma che fece rinascere la CGIL: il Patto fu sottoscritto infatti il 9 giugno 1944, ma, per onorare la sua memoria e ricordare il suo impegno nelle trattative che resero possibile l'accordo, nel testo venne apposta la data del suo ultimo giorno di vita: 4 giugno 1944 Il suo ruolo di co-Segretario generale della CGIdL e di firmatario del Patto di Roma, assieme a Di Vittorio e Grandi, fu assunto dal sindacalista socialista Emilio Canevari, poi sostituito da Oreste Lizzadri.

## Bruno Buozzi nel ricordo dei suoi compagni
Il 7 giugno 1944 il quotidiano del PSI, Avanti!, riapparso per la prima volta pubblicamente nella Roma liberata, diede, in edizione straordinaria, la notizia dell'eccidio romano de La Storta del 4 giugno, titolando: "Bruno Buozzi Segretario della Confederazione Generale del Lavoro assassinato dai nazisti con altri 14 compagni" (in realtà il numero dei martiri assassinati dai nazisti era di 14, Buozzi compreso).
Il 4 luglio 1944 al Teatro Adriano di Roma, alle ore 18, il segretario del PSIUP Pietro Nenni parlò ai cittadini della Capitale a un mese dalla sua liberazione e dalla morte di Buozzi, mentre il Nord-Italia era ancora sotto il giogo nazi-fascista. Il leader socialista espresse la propria gioia per la liberazione della città e al tempo stesso il dolore per il fatto che Bruno Buozzi non fosse presente con lui a vivere questa gioia: «i briganti nazi-fascisti in fuga» - disse - hanno «abbattuto» l'infaticabile sindacalista antifascista, «assieme a tredici volontari della libertà», proprio alla vigilia dell'ingresso delle truppe alleate a Roma.
Buozzi, affermò Nenni nel suo discorso, «non era l'uomo uscito dalla sua classe per passare ad altra classe», aveva «una formazione fatta nella strada e non nelle scuole [...] una tendenza alla osservazione della vita più che allo studio astratto della vita», era un uomo «che si è sempre posto di fronte ai problemi della vita e della lotta sentendosi il rappresentante di coloro che da giovane lo avevano strappato all'officina per farne prima un rappresentante di leghe, poi il segretario generale della FIOM, infine il segretario generale della Confederazione del Lavoro». «Ieri», nella «allucinante rovina» di Cassino, «vidi un vecchio contadino curvo sotto il peso della solforatrice e che nel sole infuocato andava alla ricerca di qualche tralcio di vite scampata per miracolo all'uragano di ferro e di fuoco. In quel contadino Bruno Buozzi avrebbe celebrato il lavoro che fa rinascere la civiltà dove la guerra ha tutto distrutto [...] e avrebbe salutato il mondo nuovo che rinasce sulle rovine del vecchio mondo. Aggrappiamoci a questa speranza, a questa certezza: ci salveremo col lavoro liberato dallo sfruttamento del capitalismo» e «col socialismo ricondotto alla fatica senza fatica dei costruttori di una nuova civiltà».
Ad un anno esatto dall'assassinio di Buozzi, il Segretario generale della CGIL Giuseppe Di Vittorio così ricordò il suo compagno di lotta sindacale e antifascista ed amico: 
Bruno Buozzi è stato uno dei dirigenti sindacali fra i più amati dal proletariato, perché Egli fu il tipo più completo dell'organizzatore che abbia prodotto il movimento operaio italiano.

Operaio, Egli ha amato gli operai e ne ha servito la causa con passione ardente, temperata da un senso elevato ed impareggiabile di equilibrio.

Bruno Buozzi non è mai stato un professionista dell'organizzazione. Egli è stato l'operaio che lotta per l'elevazione dei propri compagni di lavoro, per l'emancipazione della propria classe, e che nel corso di questa lotta è sempre più apprezzato dalla massa in cui lavora ed è da essa direttamente eletto a proprio capo ed elevato fino alla più alta carica della grande organizzazione dei lavoratori italiani, alla quale la sua forte personalità impresse un più alto prestigio. Bruno Buozzi fu anche il tipo più compiuto e più vero dell'autodidatta. Per continuando a lavorare nel suo mestiere di operaio metallurgico, altamente specializzato, s'era formata una vasta cultura, ch'Egli mise, come tutto se stesso, al servizio del proletariato, alla cui causa consacrò e donò la sua vita.

Si poteva consentire e o dissentire su alcune vedute particolari di Bruno Buozzi - come è capitato al sottoscritto -, ma ci si sentiva sempre legati a Lui da un profondo rispetto e da un grande affetto. Chi scrive ha potuto seguire l'opera di Buozzi in Italia ed in esilio ed ammirarne la continuità, anche quando questa opera costava non lievi sacrifici.

Io mi legai d'una particolare amicizia personale con Lui, sin dal 1934, da quando fummo per lunghi anni entrambi componenti il Comitato d'unità di azione socialista e comunista, poi nel grande movimento popolare antifascista creato su basi unitarie nell'emigrazione italiana all'estero. Mi sia consentito di affermare che in quella nostra attività comune sorsero i primi germi di quella più vasta unità sindacale realizzata in seguito e di cui Buozzi fu uno degli artefici principali.

Le vicende della nostra lotta vollero che Buozzi ed io ci trovassimo ancora assieme nel carcere di Parigi, dove fummo rinchiusi entrambi dall'invasore tedesco. Insieme, ancora, fummo tradotti ammanettati in Italia, attraverso la Germania, passando di carcere in carcere.

Ci ritrovammo ancora assieme a Roma, dopo il 26 luglio e durante il periodo dell'occupazione tedesca, nel corso del quale, in riunioni clandestine, furono gettate le basi della nostra odierna unità sindacale, onore e vanto dei lavoratori italiani, che fu principalmente opera di Bruno Buozzi.

Gli assassini nazisti e fascisti comprendevano quale valore rappresentasse per il proletariato italiano Bruno Buozzi e perciò lo massacrarono vilmente. Bruno Buozzi è morto per mano dei nemici del proletariato e del popolo.

Egli vive e vivrà sempre nel cuore dei lavoratori italiani. Egli vive nella nostra unità sindacale e nella nostra grande Confederazione, e ne continuerà ad ispirare la lotta quotidiana in difesa dei lavoratori per i quali visse e morì.»

## Commemorazioni e onoranze

Monumento ai martiri antifascisti uccisi in località La Storta il 4 giugno 1944 ancora privo del nome del 14° giustiziato, l'ebreo ungherese Gabor Adler, alias capitano John Armstrong, alias Gabriele Bianchi.

Durante la lotta di Resistenza in Piemonte, venne intitolata a Bruno Buozzi una divisione delle Brigate Matteotti costituita da ben sette brigate, che ebbe il proprio centro operativo a Torino e nelle zone immediatamente limitrofe.
Dopo la Liberazione, nel 1949 il Comune di Roma eresse un monumento in Via Giulio Galli, località La Storta con l'indicazione dei nominativi e delle professioni dei 13 assassinati di cui si conosceva l'identità. Mancava quella del 14° martire, di cui si sapeva solo che probabilmente si trattava di una spia inglese. Solo nel 2007 l'«inglese sconosciuto» venne identificato nell'ebreo ungherese Gabor Adler, alias il capitano inglese "John Armstrong"', alias "Gabriele Bianchi", il cui nome venne quindi aggiunto sulla stele, in fondo alla lista delle vittime.
Nel dopoguerra a Buozzi sono state intitolate strade e piazze a Roma e in molte altre città d'Italia. Portano il suo nome anche cooperative, associazioni sportive, scuole. Nel Museo storico della Liberazione di Roma, collocato nell'edificio della ex-prigione nazista di via Tasso, la cella n.4, al secondo piano, è stata dedicata alle ultime vittime che vi furono rinchiuse: gli assassinati nell'eccidio de La Storta, tra cui Bruno Buozzi.

## La Fondazione Bruno Buozzi
Il 24 gennaio 2003 nacque a Roma la Fondazione Bruno Buozzi che nel maggio dello stesso anno divenne Ente Riconosciuto, iscritto nell'apposito Registro al n. 193/2003. La Fondazione intende favorire ed incrementare gli studi sul sindacalismo promuovendo ed incoraggiando iniziative tese ad approfondire e diffondere la conoscenza storica del movimento operaio italiano ed internazionale.
Persegue, inoltre: l'attuazione e la promozione di iniziative culturali utili al progresso culturale, sociale, scientifico ed economico dell'Italia; la valorizzazione delle risorse del territorio, naturali, artistiche, storiche, professionali e culturali, nel rispetto delle tradizioni locali; la promozione ed il sostegno di attività di ricerca volte a ridurre o ad eliminare situazioni di emarginazione, disagio e devianza, in stretta collaborazione con la rete dei servizi sociali territoriali.
Promuove, sostiene ed organizza, direttamente ed in collaborazione con altri soggetti, iniziative nel campo della editoria e della comunicazione riguardanti eventi e fatti attinenti allo scopo della Fondazione. Il Presidente della Fondazione è l'ex-deputato e sindacalista Giorgio Benvenuto.

## Opere
- Bruno Buozzi scritti e discorsi, Editrice sindacale italiana, Roma, 1975.